# Munui-myeon
Munui-myeon (koreanska: 문의면)  är en socken i stadsdistriktet Sangdang-gu i kommunen Cheongju i Sydkorea.
Den ligger i provinsen Norra Chungcheong, i den centrala delen av landet, 130 km söder om huvudstaden Seoul.
Den norra delen av Daecheong-dammen ligger i Munui-myeon.